# Philologische Bibliothek der Freien Universität Berlin
Die Philologische Bibliothek der Freien Universität Berlin ist eine Fachbibliothek der Universitätsbibliothek der Freien Universität Berlin. Der Sammlungsschwerpunkt liegt auf den Philologien, also auf den Sprach- und Literaturwissenschaften. Das Bibliotheksgebäude im Berliner Ortsteil Dahlem wurde von Norman Foster entworfen und 2005 eröffnet.

## Sammlungsprofil
Die Bibliothek umfasst die Bestände der vormals eigenständigen philologischen Institutsbibliotheken und der ehemaligen Bibliothek des Instituts für Philosophie am Fachbereich Philosophie und Geisteswissenschaften sowie weiterer Institute der Freien Universität Berlin. Bis zum Jahr 2005 befanden sich diese an mehreren voneinander getrennten Standorten. Durch die Philologische Bibliothek wurden sie erstmals miteinander vereint. Der Bestand der Bibliothek umfasste 2005 in den Bereichen der Sprachwissenschaft und der Literaturwissenschaft insgesamt 750.000 Bücher sowie Abonnements von ca. 700 Zeitungen und Zeitschriften. Er gliedert sich den ehemaligen Fachbibliotheken entsprechend in folgende Abteilungen:
- Allgemeine und Vergleichende Literaturwissenschaft, Vergleichende Sprachwissenschaft
- Altamerikanistik und Lateinamerikanistik,
- Anglistik,
- Byzantinistik und Neogräzistik,
- Germanistik,
- Indogermanistik,
- Indologie,
- Klassische Philologie,
- Mittellatein,
- Niederlandistik,
- Philosophie (seit 2007),
- Romanistik,
- Slawistik.

Mit 175.000 Bänden ist der Bestand der germanistischen Teilbibliothek der größte Deutschlands, der niederländische mit 40.000 Bänden die zweitgrößte Sammlung. Große Abteilungen bilden auch die Anglistik und die Romanistik, letztere mit über 145.000 Bänden. Weitere bedeutende Spezialsammlungen finden sich unter anderem auch zur katalanischen Sprach- und Literaturwissenschaft und zur französischsprachigen Literatur Kanadas. Aber auch kleinere Philologien wie die Galicische Sprache weisen umfangreiche Bestände auf; und auch der neugriechische Bestand ist mit 24.000 Bänden der größte Deutschlands.
Nicht in der Bibliothek vertreten ist dagegen der Bereich der Amerikanistik. Er befindet sich auch weiterhin am in der Nähe gelegenen John-F.-Kennedy-Institut für Nordamerikastudien.

## Benutzung
Die Bibliothek ist eine Präsenzbibliothek mit eingeschränkter Ausleihe. 98 Prozent der Bücher sind frei zugänglich und müssen nicht vorbestellt werden. Lediglich besonders seltene oder wertvolle Exemplare, z. B. Inkunabeln, können nur auf Anfrage eingesehen werden. Die Philologische Bibliothek verfügt über 658 Leseplätze auf fünf Ebenen und ist komplett mit WLAN ausgestattet. 94 Internet-Rechercheterminals, 14 PC-Pool-Arbeitsplätze und drei Gruppenarbeitsräume für Studierende der FU-Berlin ergänzen das Angebot. Scans von Dokumenten und Büchern können kostenlos und selbstständig angefertigt werden. Druck- und Kopiergeräte sind in den Lesesälen und Benutzungsbereichen aus Gründen der Nachhaltigkeit nicht mehr verfügbar.
Die Philologische Bibliothek ist wochentags von 9 bis 22 und samstags und sonntags von 10 bis 20 Uhr geöffnet.

## Leitung
Von 2000 bis 2021 war Klaus Ulrich Werner erster Direktor der Philologischen Bibliothek.

## Architektur

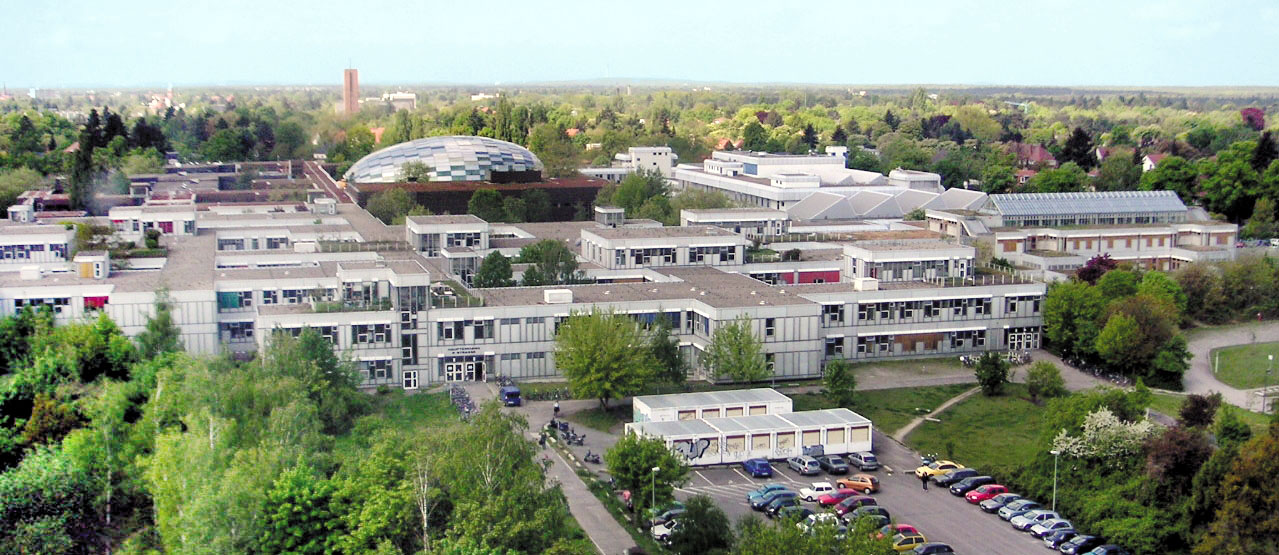
Der Gebäudekomplex Rost- und Silberlaube mit der Kuppel der Philologischen Bibliothek

Der Neubau der Philologischen Bibliothek ging einher mit der Sanierung und dem Umbau eines bereits vorhandenen Gebäudekomplexes Rost- und Silberlaube. Dieser von der Architektengruppe Candilis-Josic-Woods entworfene Bau besteht aus einer weitläufigen polyzentrischen Struktur, die sich aus verschiedenen modularen Teilgebäuden zusammensetzt. Dabei gruppieren sich zwei- bis dreigeschossige Baukörper um eine Vielzahl begrünter Innenhöfe. In dieses vorhandene Bauensemble wurde die neue Bibliothek als fast vollkommen frei stehender Solitär eingebaut. Um hierfür Raum zu schaffen, war die Zusammenlegung von sechs Innenhöfen der Rostlaube erforderlich.

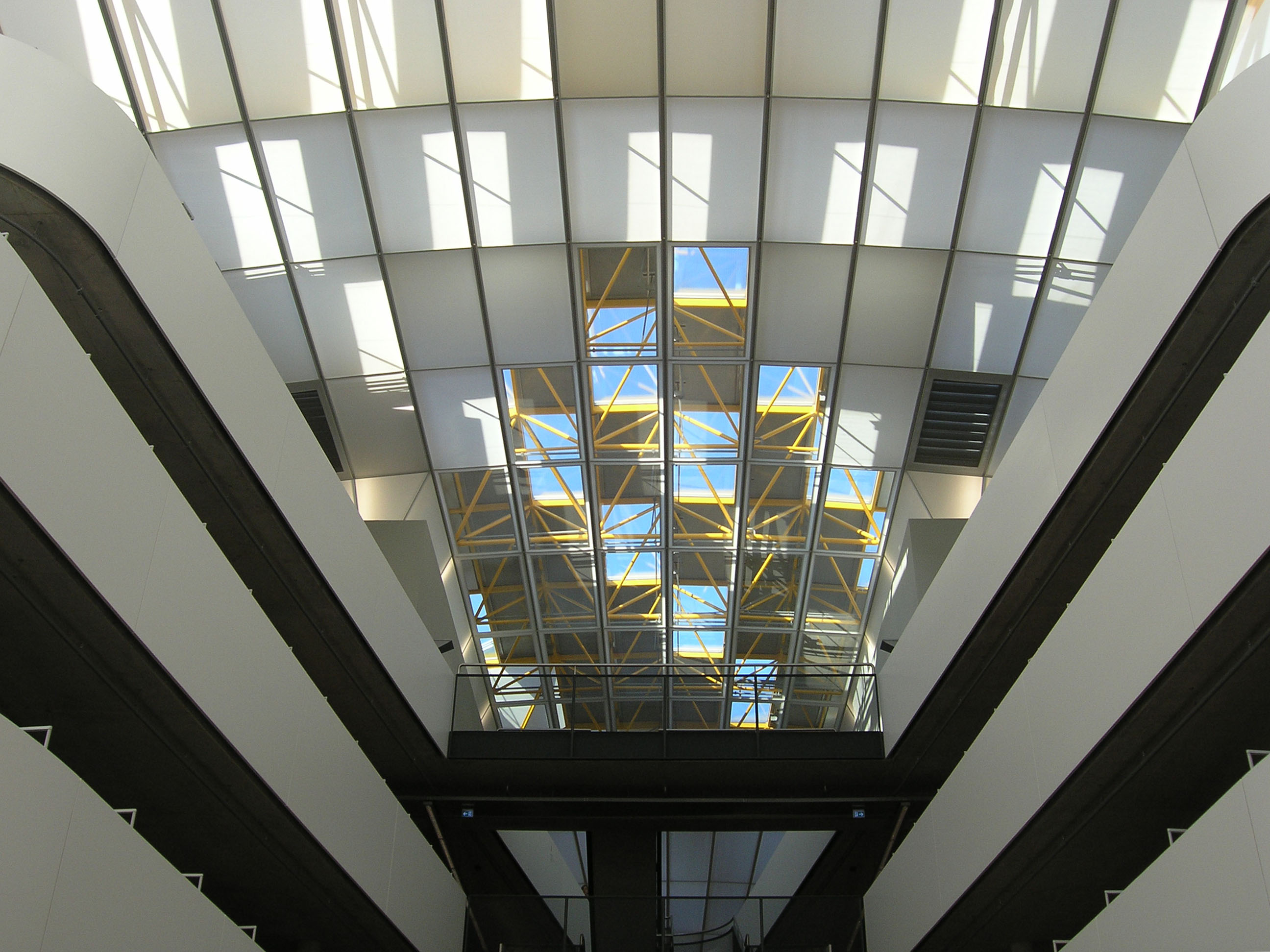
Tragendes Fachwerk zwischen äußerer und innerer Hülle

Der britische Architekt und Designer Norman Foster gewann 1997 den Gutachterwettbewerb des gemeinsam vom Land Berlin und der Freien Universität Berlin öffentlich ausgeschriebenen Bauprojekts. Start der Asbestsanierung der Rost- und Silberlaube war 1999, Baubeginn der Bibliothek 2001. Sie wurde 2005 nach vier Jahren Bauzeit fertiggestellt, während die Sanierung einzelner Altbaubereiche noch bis in das Jahr 2007 andauerte. Auch aktuell ist das „Brain“ wegen der undichten Außenhülle noch sanierungsbedürftig. Ursprünglich sah Fosters Entwurf für den Einbau der Philologischen Bibliothek eine Überbauung des neu geschaffenen Innenhofs vor, welche sich in ihrer Struktur an dem bisherigen Bestand orientieren sollte. Geplant waren geschwungene Glasflächen, die sich dabei mittels einer transparent-leichten und filigraneren Dachkonstruktion aus Stahl und Glas vor allem in der Höhe möglichst eng an die angrenzenden Altbauteile der „Rostlaube“ anpassen sollten. Ähnlich wie beim Berliner Reichstagsgebäude musste der renommierte Architekt seinen Ursprungsentwurf jedoch aus Kostengründen mehrfach überarbeiten, was zu einem völlig veränderten Konzept und zum Baukörper in seiner heutigen Form führte, der stilistisch der Strömung der Blob-Architektur angehört. Die Regendurchlässigkeit der Außenhülle stellt, trotz mehrfacher Sanierung, bis heute eine Schwachstelle des Bauwerks dar.
Die Bibliothek besteht nunmehr aus einem kompakten, mehrgeschossigen Stahlbetonbau mit zwei Versorgungskernen. Diese „innere Baukonstruktion“ wird von einer freitragenden kuppelartigen Gebäudehülle weit umspannt, ohne von ihr berührt zu werden: Die äußere Hülle der doppelschaligen Konstruktion setzt sich aus geschlossenen und transparenten Paneelen zusammen. Dieser Wechsel von Aluminiumsegmenten, Belüftungselementen und doppelt verglasten Scheiben wird mittels einer verborgenen Stahlrahmenkonstruktion gestützt. Sie liegt kaum sichtbar als tragendes Fachwerk zwischen äußerer und innerer Hülle.
Auf Luftbildern und aus der Vogelperspektive erinnert die äußere Form an einen voluminösen, sanft gewölbten silbrig-glänzenden Tropfen, der in den Innenhof gefallen und lediglich an zwei kleinen Stellen mit der Rostlaube verbunden ist. Insgesamt misst das Gebäude eine Länge von 64 Metern, eine Höhe von 19 Metern und eine Breite von 55 Metern. Die Hauptnutzfläche beträgt 6290 m², die Stellkapazität 800.000 Bücher.
Die Innenhülle konzipierte Foster aus Glasfasergewebe mit transparenten Teilflächen. Letztere ermöglichen kurze Blicke nach außen und in den Himmel. Ansonsten filtern diese weißen in Segmente unterteilten Stoffmembranen gemäß der Lichtplanung das Sonnenlicht und sorgen für eine helle Arbeitsatmosphäre im Inneren. Dort nehmen die beiden Versorgungskerne die Treppenhäuser, Aufzugsanlagen, Sanitäranlagen und technischen Einrichtungen auf. Um dieses Zentrum gruppieren sich übereinander die einzelnen rundum begehbaren Gebäudeebenen und verjüngen sich nach oben hin, einer frei stehenden Etagere ähnlich. Allerdings sind Grundflächen der Ebenen nicht gleichmäßig kreisförmig: Die Ränder verlaufen geschwungen und beschreiben die Form von Wellen oder Serpentinen. Hiermit erreichte der Architekt eine erhebliche Vergrößerung der Kantenlängen und vermehrte zudem die Zahl der immer noch nicht in ausreichender Menge vorhandenen Leseplätze, denn sie sind an den Randzonen angeordnet: Ein langes „Arbeitstisch-Band“ zieht sich der Brüstung folgend an der Kante einer jeden Ebene entlang. Der einzelne Arbeitsplatz ist mit einer Leselampe, Steckdosen und einem Stuhl ausgestattet, dessen Modell der Architekt und Möbeldesigner Egon Eiermann entwarf. Die Bücher werden in anthrazitfarbigen Stahlregalen verwahrt, die im Zentrum der Bibliothek stehen – gruppiert um die Versorgungskerne und bis an die Randzonen heranreichend. Auf der obersten Ebene befindet sich eine Leselounge mit großen roten Sesseln. Ansonsten wurde alles, was eine konzentrierte Arbeitsatmosphäre stören könnte, aus der Bibliothek verbannt: Die Bibliotheksverwaltung, Seminar- und Gruppenarbeitsräume befinden sich im Altbau, der über einen unterirdischen Tunnel zu erreichen ist, sogar auf den Einbau von Wänden wurde verzichtet, so dass auf die Einhaltung der für die Arbeitsatmosphäre wichtigen Ruhe selbst beim Auf- und Zuschließen der im Verhältnis zur Größe der Bibliothek sparsam bemessenen Schließfächer im ebenfalls offenen Eingangsbereich stets strengstens geachtet wird.
Alle Etagen sind in der Mitte eingeschnitten, wodurch eine symmetrische Mittelachse mit Atrium entsteht, an deren Endpunkt der Eingangsbereich, bzw. ihm gegenüber eine offene Treppenanlage liegt. Während der Bau durch seine Form- und Farbgebung insgesamt futuristisch anmutet, entsteht an einigen Stellen ein skurriler Gegensatz: So sind sowohl die Paneele am Eingang als auch das nur an einigen Stellen sichtbare Raumfachwerk der Gebäudehülle in den Farben Gelb-Orange gehalten. Damit wollte Norman Foster eine Verbindung zur Rost- und Silberlaube herstellen, die an bestimmten Stellen (Sonnenmarkisen und Teppichböden) ebenfalls eine Farbigkeit aufweist.

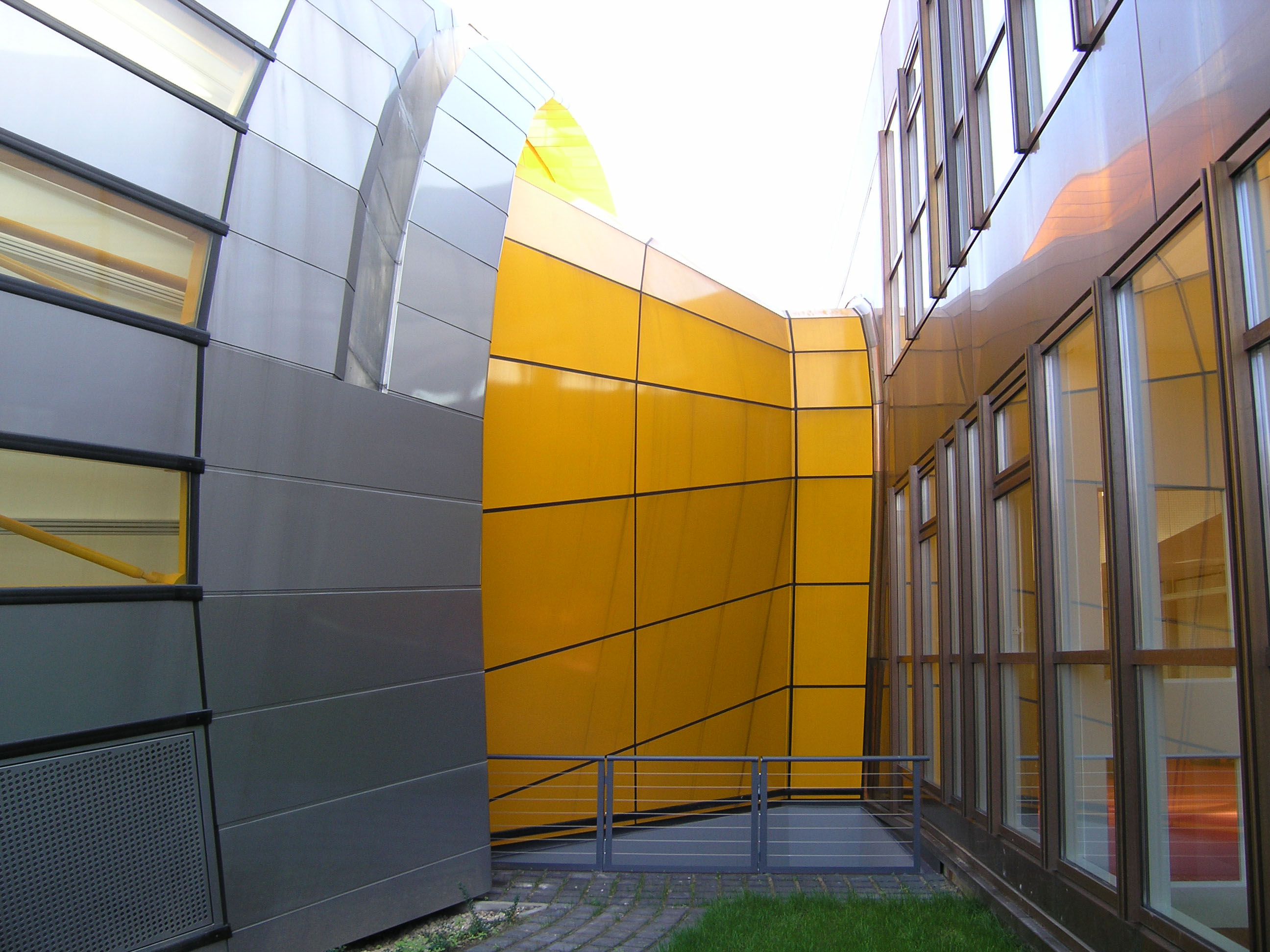
Verbindung zur „Rostlaube“

Bereits vor seiner Eröffnung trug das Gebäude den Beinamen „Berlin Brain“ (englisch): Wegen der charakteristischen, rundgewölbten Form seiner äußeren Hülle, sowie den gefalteten, in zwei Hemisphären angeordneten Gebäudeebenen im Inneren ähnelt die Architektur der Anatomie eines menschlichen Gehirns, das von seiner Schädeldecke umgeben und geschützt wird. In Berlin ist die Philologische Bibliothek neben dem Reichstagsgebäude das zweite von Norman Foster realisierte Bauprojekt. Er hat mit dessen Umsetzung eine weitere Sehenswürdigkeit geschaffen, deren ungewöhnliche Architektur viele Besucher anzieht.

### Baufehler – Wasserschäden durch undichte Kuppel
Trotz vieler Auszeichnungen und architekturinteressierter Besucher stellte die Regendurchlässigkeit des Dachs lange Zeit eine Schwachstelle des Bauwerks in seiner Funktion als Bibliothek dar. Der Bauüberwachungsfirma, die für den Bau der Außenhülle verantwortlich war, wurden gerichtlich Ausführungsfehler nachgewiesen. Das Problem konnte zwischenzeitlich behoben werden.

### Preise und Auszeichnungen
Im November 2006 wurde die Philologische Bibliothek mit dem „Architekturpreis Berlin“ des Berliner Landesverbandes im Bund Deutscher Architekten ausgezeichnet. Der im Dreijahresturnus verliehene Preis ging gemeinsam an das Londoner Architekturbüro Foster und Partners sowie an die Freie Universität Berlin und das Land Berlin als Bauherren. Ferner hat die Bibliothek im August 2007 eine  der Auszeichnungen zum Deutschen Architekturpreis 2007 erhalten. Dieser Preis gilt als die renommierteste Auszeichnung ihrer Art.

## Initiative „Land der Ideen“
Zur Fußball-Weltmeisterschaft 2006 wurde die Philologische Bibliothek von der FC Deutschland GmbH ausgewählt, um an der Initiative „Deutschland – Land der Ideen“ teilzunehmen. Unter dem Titel Erkunde „The Berlin Brain“ wurden am 11. April 2006 in der Bibliothek Führungen, Lesungen und wissenschaftliche Vorträge veranstaltet, Wissenschaftler trugen Gedichte vor. Die Themenvielfalt umfasste dabei alle Fachgebiete der Bibliothek und führte von der Weltliteratur im Zeitalter der Globalisierung über die Bibliothek von Alexandria als Mutter aller wissenschaftlichen Bibliotheken bis hin zum Fußball in Lateinamerika. Am Abend hatte das Theaterstück Der Aufstand von C. J. Hopkins seine Uraufführung.

## Förderkreis Philologische Bibliothek
Der Förderverein, der 1996 als studentische Initiative für die frühere Germanistische Fachbibliothek gegründet worden war, wurde 2004 durch Satzungsänderung zum Förderkreis Philologische Bibliothek e. V.
Der gemeinnützige Verein hat es sich zur Aufgabe gemacht, den Bibliotheksetat für Neuerwerbungen finanziell zu unterstützen.